# 张思夏
张思夏（1953年—），山东青岛人，汉族，中华人民共和国政治人物、第十二届全国人民代表大会山东地区代表。
毕业于青岛大学，担任青岛汉缆集团董事长 专业。加入中国共产党。2013年，担任全国人大代表。